# The Telephone Girl and the Lady
«The Telephone Girl and the Lady» — американский короткометражный драматический фильм Дэвида Уорка Гриффита.

## Сюжет
Фильм рассказывает о телефонистке, которая слышит, как происходит ограбление, и решает отправиться на помощь.

## В ролях
| Актёр             | Роль |
| ----------------- | ---- |
| Мэй Марш          |      |
| Клер Макдауэлл    | леди |
| Альфред Пегит     |      |
| Чарльз Хилл Майлз |      |
| Гарри Кэри        | вор  |
| Джон Т. Диллон    |      |
| Мэдж Кирби        |      |
| Джозеф МакДермотт |      |
| Кейт Брюс         |      |
| Гертруда Бембрик  |      |